# Primarette
Primarette és un municipi francès situat al departament de la Isèra i a la regió d'Alvèrnia-Roine-Alps. L'any 2007 tenia 697 habitants.

## Demografia

### Població
El 2007 la població de fet de Primarette era de 697 persones. Hi havia 264 famílies de les quals 52 eren unipersonals (20 homes vivint sols i 32 dones vivint soles), 92 parelles sense fills, 104 parelles amb fills i 16 famílies monoparentals amb fills.
La població ha evolucionat segons el següent gràfic:
Habitants censats

### Habitatges
El 2007 hi havia 325 habitatges, 266 eren l'habitatge principal de la família, 42 eren segones residències i 17 estaven desocupats. 312 eren cases i 12 eren apartaments. Dels 266 habitatges principals, 234 estaven ocupats pels seus propietaris, 26 estaven llogats i ocupats pels llogaters i 6 estaven cedits a títol gratuït; 9 tenien dues cambres, 34 en tenien tres, 86 en tenien quatre i 137 en tenien cinc o més. 223 habitatges disposaven pel capbaix d'una plaça de pàrquing. A 102 habitatges hi havia un automòbil i a 154 n'hi havia dos o més.

### Piràmide de població
La piràmide de població per edats i sexe el 2009 era:
| Homes | Edats   | Dones |
| ----- | ------- | ----- |
| 0     | 95 o +  | 0     |
| 0     | 90 a 94 | 0     |
| 8     | 85 a 89 | 8     |
| 4     | 80 a 84 | 0     |
| 12    | 75 a 79 | 16    |
| 12    | 70 a 74 | 16    |
| 12    | 65 a 69 | 12    |
| 12    | 60 a 64 | 16    |
| 16    | 55 a 59 | 8     |
| 24    | 50 a 54 | 20    |
| 40    | 45 a 49 | 24    |
| 28    | 40 a 44 | 32    |
| 20    | 35 a 39 | 32    |
| 28    | 30 a 34 | 28    |
| 24    | 25 a 29 | 16    |
| 8     | 20 a 24 | 4     |
| 28    | 15 a 19 | 16    |
| 40    | 10 a 14 | 16    |
| 24    | 5 a 9   | 28    |
| 24    | 0 a 4   | 12    |

## Economia
El 2007 la població en edat de treballar era de 448 persones, 337 eren actives i 111 eren inactives. De les 337 persones actives 309 estaven ocupades (176 homes i 133 dones) i 28 estaven aturades (12 homes i 16 dones). De les 111 persones inactives 43 estaven jubilades, 34 estaven estudiant i 34 estaven classificades com a «altres inactius».

### Ingressos
El 2009 a Primarette hi havia 279 unitats fiscals que integraven 730,5 persones, la mediana anual d'ingressos fiscals per persona era de 17.540 €.

### Activitats econòmiques
Dels 18 establiments que hi havia el 2007, 1 era d'una empresa de fabricació de material elèctric, 1 d'una empresa de fabricació d'altres productes industrials, 4 d'empreses de construcció, 2 d'empreses de comerç i reparació d'automòbils, 1 d'una empresa de transport, 2 d'empreses d'hostatgeria i restauració, 1 d'una empresa d'informació i comunicació, 1 d'una empresa financera, 2 d'empreses de serveis, 1 d'una entitat de l'administració pública i 2 d'empreses classificades com a «altres activitats de serveis».
Dels 8 establiments de servei als particulars que hi havia el 2009, 1 era un taller de reparació d'automòbils i de material agrícola, 2 paletes, 1 lampisteria, 1 electricista, 1 perruqueria i 2 restaurants.
L'únic establiment comercial que hi havia el 2009 era una botiga de menys de 120 m².
L'any 2000 a Primarette hi havia 28 explotacions agrícoles que ocupaven un total de 848 hectàrees.

## Equipaments sanitaris i escolars
El 2009 hi havia una escola elemental.

## Poblacions més properes
El següent diagrama mostra les poblacions més properes.